# 168 часов
«168 часов» — российский региональный информационный еженедельник, распространяемый на территории города Кинешмы, Кинешемского и Заволжского районов Ивановской области. Выпускается еженедельно по вторникам.
Газета зарегистрирована Федеральной службой по надзору за соблюдением законодательства в сфере массовых коммуникаций и охране культурного наследия. Свидетельство о регистрации ПИ № 5-0283 выдано 7 июня 2001 года.

## Издательский дом «Кинешма-Медиа»
Издателем газеты является ООО «Издательский дом „Кинешма-Медиа“». Помимо еженедельника «168 часов», в структуру издательского дома входят:
- радиостанция «Авторадио» (105.6 FM);
- радиостанция «Energy FM» (105.1 FM);
- рекламное агентство «Кинешма-Центр».

## Сетевое издание
Помимо печатной версии, редакция развивает новостной интернет-портал «Кинешемский городской новостной ресурс „168 часов“», расположенный по адресу `www.168.ru`. Сайт зарегистрирован как самостоятельное сетевое издание (свидетельство о регистрации ЭЛ № ФС 77 — 55993 выдано Роскомнадзором 15 ноября 2013 года).

## Тематика газеты
Еженедельник освещает новости Кинешмы, Кинешемского, Заволжского, Юрьевецкого и других районов Ивановской области. В издании поднимаются социально значимые и экономические темы, публикуются материалы о проблемах города и общества. В газете присутствуют постоянные тематические рубрики: «Здоровье», «Наши дети», «Дачник», «Спорт» и «Территория права».
Издание освещает деятельность религиозных и общественных организаций, а также работу правоохранительных органов и вопросы ЖКХ.

## Значимые проекты и общественная деятельность
Редакция выступает информационным спонсором городских мероприятий, таких как День города, соревнования по водно-моторному спорту и Тихоновская ярмарка.
Газета уделяет внимание краеведческой тематике. В 2010 году издание инициировало обсуждение вопроса о выборе центра празднования 400-летия освобождения от Смуты, в результате чего центром мероприятий была выбрана Кинешма.
В 2011 году журналисты «168 часов» исследовали кинешемские и юрьевецкие корни учёного в области радиолокации В. В. Тихомирова и организовали поездку его потомков на родину предков.
В марте 2012 года журналисты издания выдвинули на звание почётного гражданина Кинешмы воеводу Фёдора Боборыкина, который возглавлял кинешемское ополчение во времена Смуты. 29 мая 2012 года Кинешемская городская Дума присвоила звание посмертно.
20 апреля 2014 года журналисты Юрий Головин и Михаил Жаров совместно с иереем Романом Посыпкиным доставили в Кинешму Благодатный огонь из Иерусалима.

## Награды и признание
- 2011 — Знак отличия в номинации «Лучшая акция» конкурса «Лучшая региональная газета» за акцию «Что я хочу сделать для своего города»[20].
- 2011 — Благодарственное письмо от губернатора Ивановской области Михаила Меня за активную жизненную позицию и вклад в восстановление исторической справедливости в вопросе празднования 400-летия освобождения Москвы[21].
- 2013 — Первое место на всероссийском конкурсе журналистских работ «Ребёнок должен жить в семье» (статья «Иная Россия», авторы Михаил Жаров и Юрий Головин). Конкурс организован Фондом поддержки детей, находящихся в трудной жизненной ситуации, при содействии РИА Новости и Агентства социальной информации[22].

- Благодарственное письмо губернатора журналистам газеты (2011)
- Знак отличия газеты (2011)
- Диплом за 1-е место в конкурсе «Ребёнок должен жить в семье» (2013)